# Lulu al-Yahya
Lulu al-Yaya fou un eunuc regent d'Alep (1114-1117).
Era un esclau de l'emir Ridwan sota el que va arribar a altes posicions. Mort Ridwan el 1113 el va succeir el seu fill Taj-ad-Dawla Alp Arslan (1113-1114) i Lulu fou el seu home de confiança, i l'únic que es podia acostar a l'emir que es mostrava com un tirà sagnant. Tement per la seva pròpia vida, Lulu va assassinar Alp Arslan el setembre de 1114, mentre dormia, i va proclamar a son germà Sultan-Xah, un infant, del que fou regent. Va signar una treva amb els croats. Fou assassinat pels soldats de la seva escorta l'abril de 1117 i llavors el cadi de la ciutat, Ibn al-Khaixxab, va oferir el govern a Ilghazi I.